# Mithqal
Mithqal – jednostka miary masy odpowiadająca masie ok. 4,2–4,6 grama, używana najczęściej do wyrażania masy złota, srebra i drogocennych towarów.  
Mithqal funkcjonuje w świecie Islamu od końca VII w. Był, obok dirhama, podstawową arabską jednostką wagi. Wywodził się od rzymskiego solidusa i znany był jeszcze w czasach przed islamem. Kanoniczna relacja między mithqalem a dirhamem, wyznaczona m.in. przez szariat, wynosiła 10:7, lecz lokalne warianty tych jednostek znacznie różniły się od siebie. Jednostka mithqala mogła być różna także w zależności od tego, czy wykorzystywano ją jako wagę monet, czy też jako wagę innych towarów, np. przypraw.  
Mithqal stosowany był m.in. w państwach Ajjubidów i Almohadów, w Syrii, osmańskiej Anatolii, Iraku, Iranie (miskal), wśród Kipczaków, w Indiach, Maghrebie czy Afryce Wschodniej. 